# Acilius sulcatus
Acilius sulcatus är en skalbaggsart som först beskrevs av Carl von Linné 1758.  Acilius sulcatus ingår i släktet Acilius och familjen dykare. Arten är reproducerande i Sverige. Inga underarter finns listade i Catalogue of Life.

## Galleri

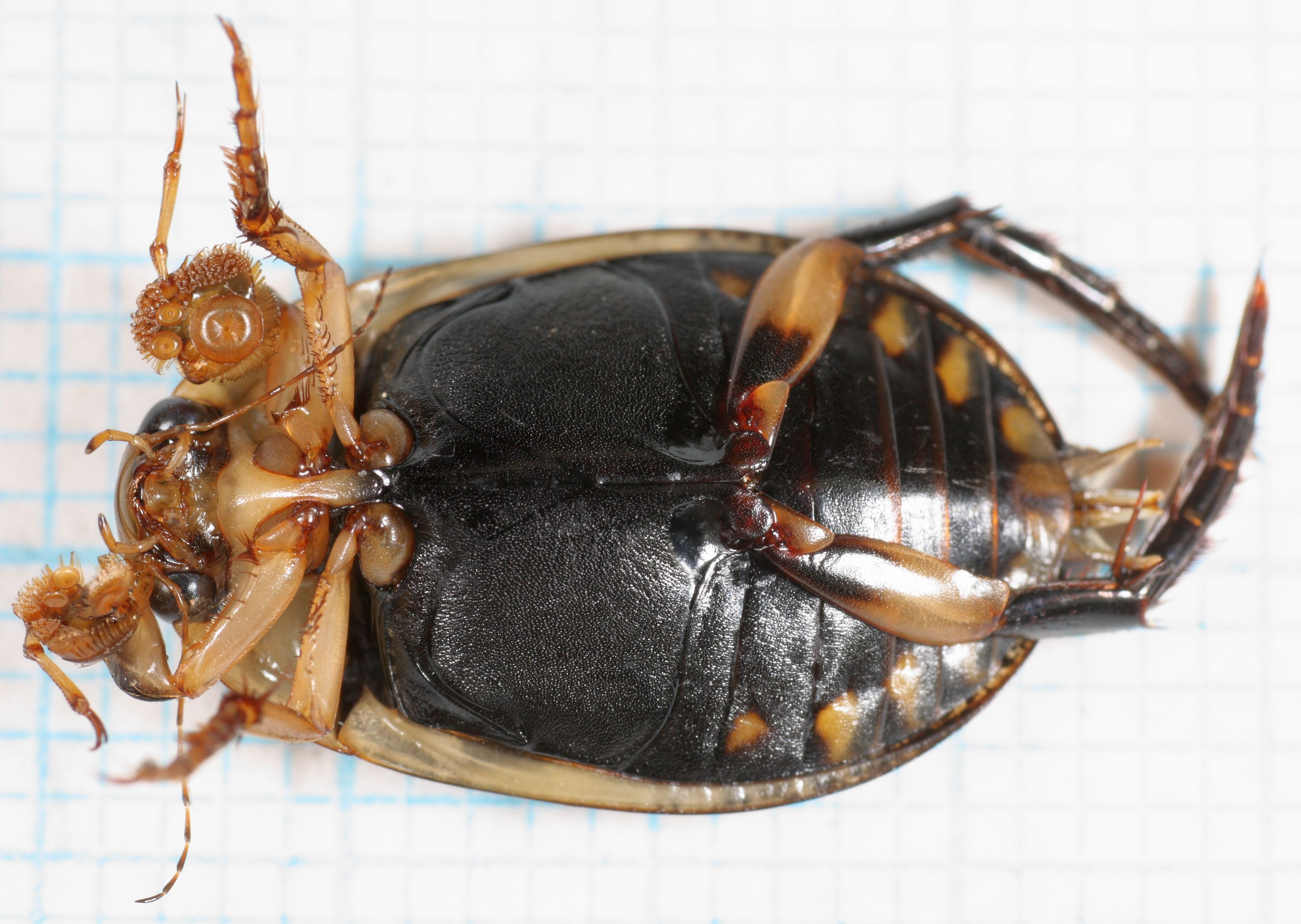
Hanen har framfötter med sugkoppar
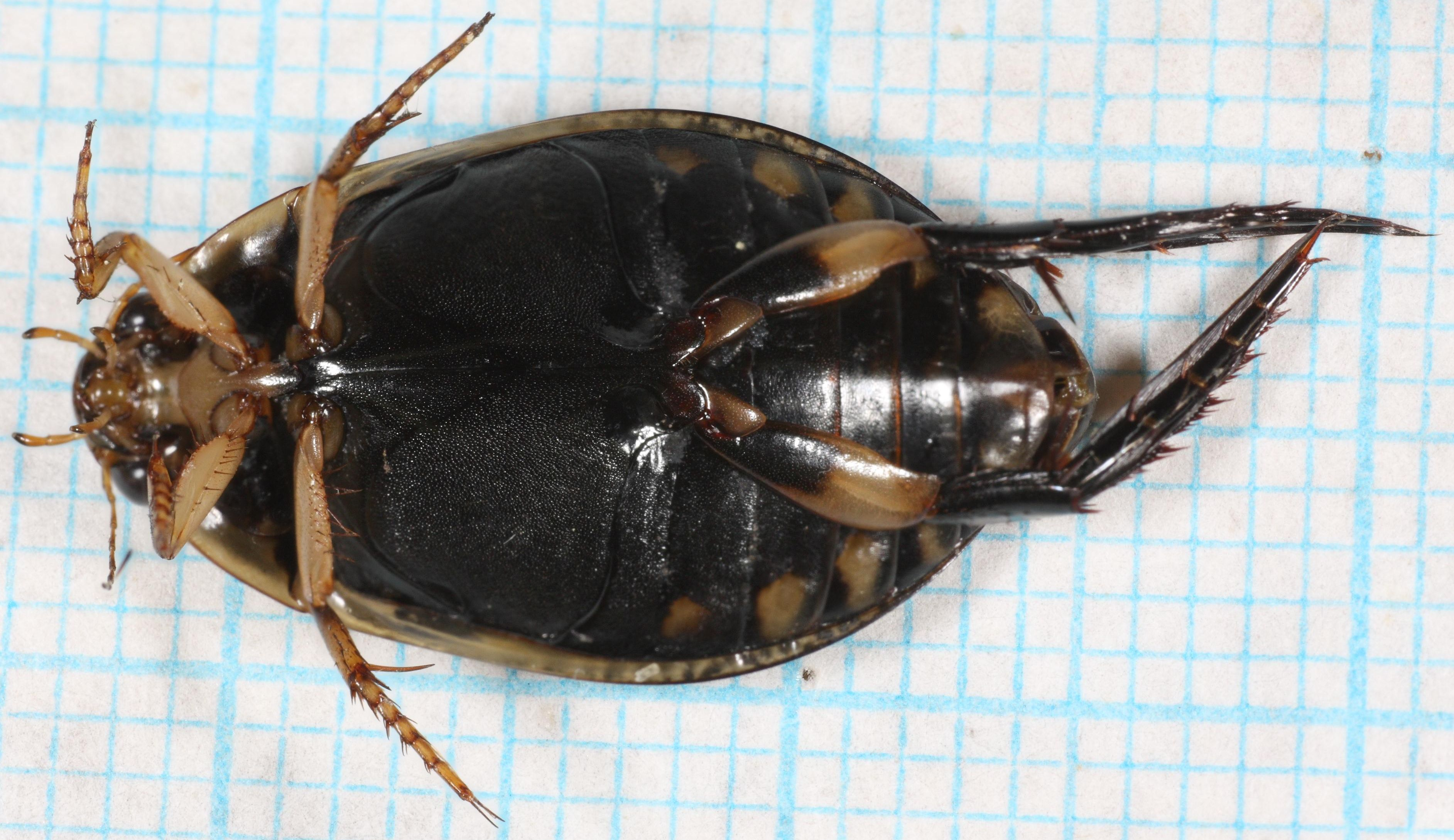
Hona
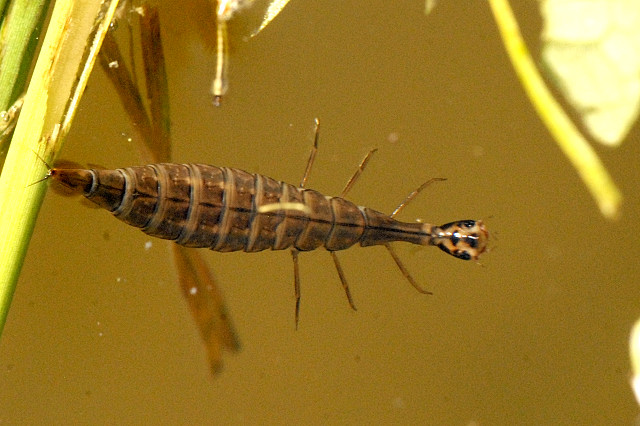
Larv